# 北京原人の逆襲
『北京原人の逆襲』（ペキンげんじんのぎゃくしゅう）は、香港のショウ・ブラザーズが製作し、1977年7月に公開した特撮映画作品。日本では1978年（昭和53年）3月11日に松竹配給で公開された。

## 解説

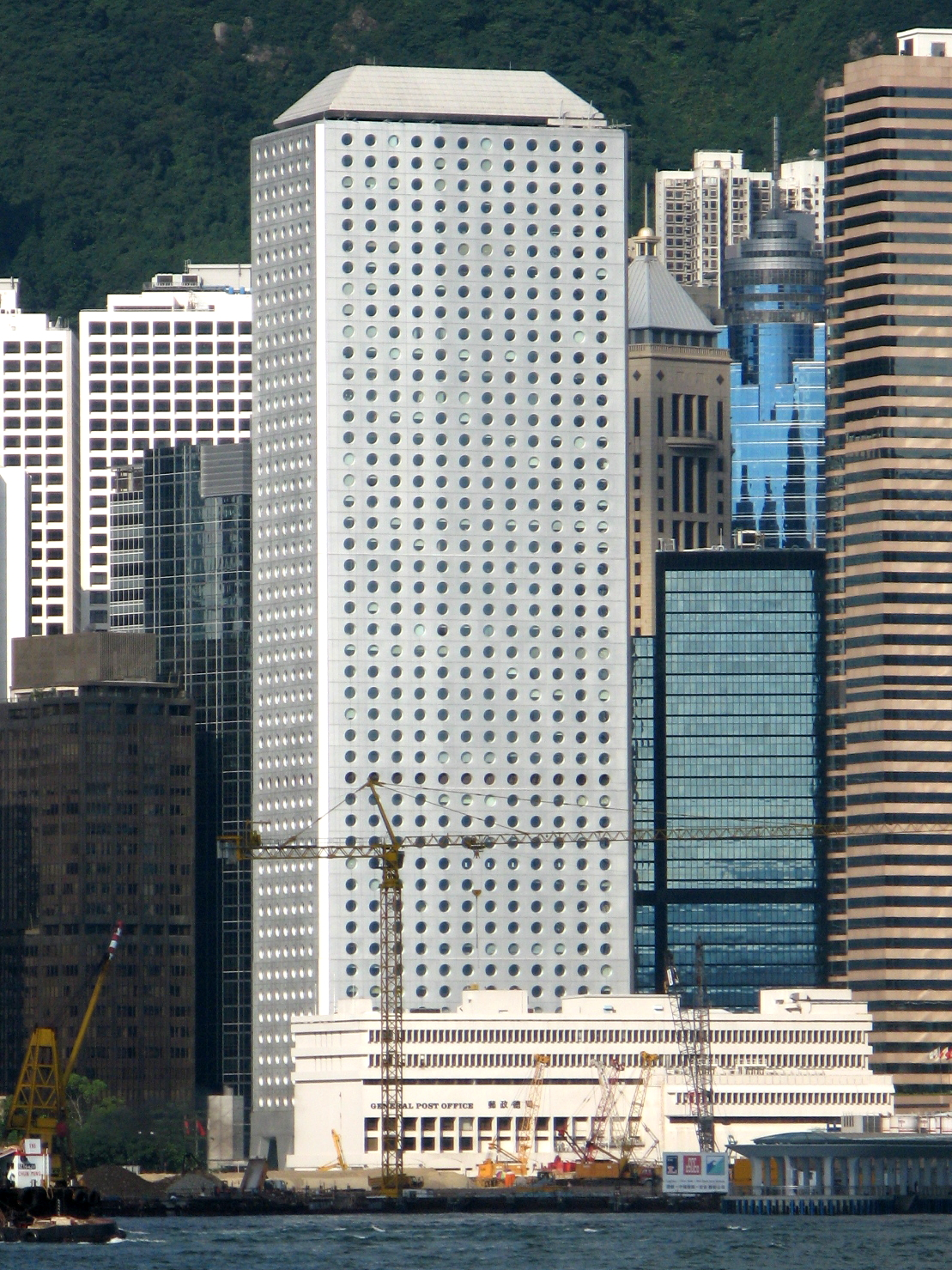
北京原人が最期を遂げた「コンノートセンター・ビル」（ジャーディン・ハウス）。当時香港最大のビルだった

1975年当時、ディノ・デ・ラウレンティス製作のリメイク版『キングコング』（1976年）の話題は香港映画界にも届いていた。ショウ･ブラザーズはかねてより、「香港でもキングコングをやりたい」との願望があり、対抗の意を込めて製作に踏み切ることとなった。ショウ・ブラザーズが本作の準備にかかったのは1975年1月のことで、翌1976年6月にクランク・イン。20万フィート（37時間）のフィルムを費やし、1977年3月に2年2ヶ月がかりで完成した。制作費は500万ドル（2億6500万円）で、日本円に換算すると約8億円強。ほとんどが日本人特撮スタッフのギャラだったという。
ジャングルの奥地で猛獣が登場するシーンがあるが、出演する虎達の爪はあらかじめ抜かれ、牙や歯には強力な粘着テープを巻いて撮影した。一度、助監督の立てた物音に驚いた豹が、この助監督に飛びかかるというアクシデントがあったという。
本作の制作は秘密裏に進められていた。黒井和男は公開年初頭に「ショー・ブラザーズのスタジオで、キングコングに似たぬいぐるみがあるのを目撃した人がいる」、「作品名は『キングコング対ジョーズ』らしい」などの噂を伝えている。一方、香港では大々的に宣伝されていたといい、特技監督の有川貞昌の長男は、機材を持ち込んだ際に税関で止められたが、有川の名を出すと歓迎されたと述べている。
こうして完成した本作は1977年7月に封切られるや、香港を中心に10億円を稼ぎ出し、イタリア、西ドイツ、ギリシャ、タイでも公開され、1978年には台湾の旧正月での興行で大ヒットを記録している。クエンティン・タランティーノ監督もお気に入りの作品だという。

## ストーリー
興行師のルーは、ヒマラヤ奥地で起きた大地震の影響で眠りから目覚めた巨大な猿人「ペキンマン」を香港に連れてくるため、冒険家チェンと共に捜索隊を編成してヒマラヤ奥地を目指す。しかし、捜索隊は途中猛獣の襲撃や底なし沼、断崖絶壁など数々の難関に阻まれて次々と道半ばにして倒れ、ルーも捜索を放棄して逃げ出してしまった。そんな中、密林で孤独にさまよっていたチェンはヒョウさえ手懐ける美女アウェイと出会い、やがてペキンマンとの遭遇を果たす。チェンとアウェイはいつしか互いに惹かれ合い、ペキンマンが香港にやってくる。

## 北京原人
50万年前の原始猿人が、巨獣となって現代に蘇ったもの。劇場パンフレットによると、体格、威力は次のようなものである。
- 身長：25m
- 体重：30t
- 掌の長さ：3m
- 足の大きさ：4m50
- 片手の力：座礁した5万tのタンカーを元に戻す
- 腕力：1500万馬力
- 強さ：戦車5台の百ミリ砲、ヘリコプターの20ミリ機関砲の集中砲火を浴びても平気である

造形は村瀬継蔵による。ショウ・ブラザーズは当初、「キングコング」のリメイクを目論んだが、やはり版権の問題があり、原人の顔はアレンジを強いられた。村瀬は黒田監督やチャイ・ランと打ち合わせを重ね、雪男風の造形など、数回にわたりテスト造形が行われ、山羊の毛を使って、口やあごの周りに長い毛の生えた仙人風の容貌の3テイク目で落ち着いた。当初は体毛が白かった。この第一陣スタッフの下で作られた北京原人のぬいぐるみには、毛質が硬い山羊の毛を使ったため、この毛が撮影で抜けやすく、よい効果が出なかった。結局、クランク・イン直前にデザイン変更となり、検討を重ねるうちに契約の切れた第一陣スタッフは帰国となった。
東宝のスタッフを呼びよせての仕切り直しでは、村瀬は原人の体毛に人毛の使用を思いつき、香港市民に髪の毛の提供を呼びかけ、集まった300人分の人毛で、3体分の原人の体毛を仕上げた。撮影所に送られてきた人毛は、山のように積み上がってかなり不気味だったそうである。人毛を植え付けたぬいぐるみは計3体作られ、撮影に使われた。顔面はラバー製のマスクで、香港の歯科医が義歯を埋め込んで完成させた。目元はスーツアクターの目が覗く構造となっている。顔面は、機械仕掛けで瞬きや口の開閉などの表情を出せるギニョール形式のものも作られた。
ぬいぐるみの他に、等身大の胸や肩も部分的に作られた。実物大の脛や腕が、クレーンのアームを芯に作られ、手の指にはピアノ線が仕込まれ、操演で動かされた。造形素材のラテックスやヘリコプターのミニチュア等、日本から取り寄せた造形・撮影素材は計300kgに上った。東京での現金支出だけで5000万円かかったという。
ラストで炎に包まれてビルから転落する原人は、スタントマンが危険すぎると嫌がり、保険をかけるよう交渉したが、会社側は「特別扱いできない」と拒否した。このため、スタントマンが難色を示し、1週間ほど撮影が途切れてしまったところ、チャイ・ランに相談された村瀬は「何がどう危険かは、ぬいぐるみ作った俺が一番わかってるから、俺がやるよ」と名乗り出た。チャイ・ランは「もしものことがあっても責任がとれない」と心配したが、村瀬は「（すでに2年近く関わってきた）この仕事に賭けてたから、最後の仕上げだと思って」と、ぬいぐるみにボンドと石油を塗りつけて点火し、危険なファイヤースタントを演じてみせた。転落カットは3テイク撮ったが、「落ちる芝居には自信があった」という。撮り終えた際には、先述のスタントマンが真っ先に駆けつけて消火してくれたが、消火が完了するまでの3分間ほどはほとんど呼吸できず、辛かったという。
こうして無事に転落カットの撮影が終了し、ラッシュを観に来たショウ・ブラザーズの社長は「スタントマンが怖がってたのによく撮れてるじゃないか」と感心していたが、チャイ・ランから事情を聞いて大変恐縮し、村瀬にあとで数十万円もする金時計を贈ってくれたそうである。

## 登場兵器
駐香港イギリス軍
- FV603 サラセン
- SA 316 アルエットIII
- UH-1 イロコイ
- スターリング短機関銃
- M1カービン
- MP40短機関銃
- FAL自動小銃

## 出演者
- チェン・チェンフォン：ダニー・リー (李修賢)
- アウェイ：イヴリン・クラフト
- ワン・ツイホア：シャオ・ヤオ (蕭瑤)
- ルー・ティエン：クー・フェン (谷峰)
- チャン・シーユー：リン・ウェイツー
- アロン：ツイ・シャオキョン (徐少強)
- 歌手：チェン・ピン
- ウタム/北京人：村瀬継蔵

## 日本語吹替版キャスト
- ジョニー：堀勝之祐
- サマンサ：武藤礼子
- リン：坂井すみ江
- ルー：羽佐間道夫
- チャーリー：野島昭生
- 警視総督：田口計
- ナレーター：大平透

## スタッフ
- 製作：ラミー・ショウ
- プロデューサー：チャイ・ラン
- 監督：ホー・メンホア
- 脚本：ニー・クァン
- 撮影：ツァオ・ホイチー、ウー・チョーホア
- 美術：チェン・チンシェン、ジョンソン・ツァオ
- 編集：チアン・シンロン、チャイ・ラン、村瀬継蔵
- 音楽：チェン・ユンユー(フランキー・チェン)
- スタント指導：ユエン・チョンヤン、村瀬継蔵
- 特技監督：有川貞昌・村瀬継蔵
- 特技助監督：川北紘一
- 北京原人造形・スタント：村瀬継蔵
- 特技撮影：富岡素敬
- 特技照明：森本正邦
- 特殊効果：久米攻
- 特技美術：鈴木儀雄、豊島睦、佐藤保、中村博、鈴木利幸、コスモプロダクション（三上陸男、高橋章）

## 主演の二人について
「女性ターザン」役を演じたイヴリン・クラフトは1951年に当時のソビエト連邦で生まれ、スイス国籍の女優である。『レディ・ドラキュラ』で知られ、『女子警察』という主演作もある。特撮スタッフ再編成のため、一度撮影が中断され、帰国していたクラフトは、再開後にはすっかり太めになっていた。このため、衣装の鹿革のブラジャーから胸がはみ出すことがたびたびあったという。半裸に近い姿で10数ヶ月過ごしたことで、彼女のプロ根性を示すものとしてスタッフから称賛を浴びたという。
イヴリンは2009年に心臓発作のため、57歳で死去している。
ダニー・リー(李修賢 1952年8月6日-)は1970年代から活躍する俳優。
1980年代に香港映画で数多くのリアリズム刑事作品に主演し、警官俳優の代名詞となった。
日本では1980年代後半から90年代にかけて、日本未公開作品が発売、レンタルされ、日本の香港映画ファンにも知られる存在となった。

## 特撮
本作の特撮は、日本人のスタッフが担当している。これは、『蛇王子』（1975年、日本未公開）という香港映画で、日本の造形会社「コスモプロダクション」が大蛇の造形を担当したことがきっかけだった。この映画は、コスモプロの三上陸男と高橋章、造形会社「ツエニー」の村瀬継蔵の3人にプロデューサーのチャイ・ランから「どうしても来てくれ」とのオファーがあり、「コスモプロ」と「ツェニー」の共同参加という形で三上が監督、高橋がデザイン、村瀬が造形として香港へ赴任し、完成したものだった。このときの村瀬の造形がチャイ・ランに評価され、「今度、『キングコング』みたいな大きな特撮映画をやるから、ぜひ造形を担当して欲しい。その時は香港に来てください」と頼まれた。その1年後、本作が製作されることとなり、チャイ・ランから電話で「1年くらいの予定で香港に来てくれないか」と誘われた村瀬が香港に呼ばれたのである。結局、村瀬はこの作品のため香港に1年半滞在することとなった。村瀬らは、香港で正月を迎えることとなり、正月には、現地の日本大使館での餅つき大会に、全員が招待されたという。
村瀬は当初、「スタッフ・マネージャー」として、黒田義之ら、『大魔神』のスタッフに特撮を依頼した。黒田らは原人のメイクテストや衣装の検討を繰り返しながら製作準備を進めていたが、「造形物がキングコングに似過ぎている」など、版権関係で問題が起き、造形物を作り直しているうちに撮影班のビザが切れてしまい、3ヶ月を超えての延長も期限が切れ、第一陣の黒田らはキャンセル扱いとなって全員帰国となってしまった。
「ようやく撮影に入れるかって時だったので、頭抱えちゃいました」という村瀬は、先に就労ビザで香港に入っていたため一人残留。ショウ･ブラザーズに代わりの日本人スタッフの選定を頼まれた村瀬は東宝に話を持って行こうと思いつき、有川貞昌ら東宝のスタッフをリストアップ。藤本真澄に相談したところ、藤本の一言で希望通りのスタッフが集まってくれた。村瀬はリストに入れていなかったが、川北紘一も助監督として参加してくれることとなり、村瀬を驚かせた。川北は、当時の日本では大規模な特撮の仕事はなかったと述懐している。川北は、有川の指示でエキストラの先導役も務めた。
こうして第二弾の日本人スタッフ6～10人が香港に滞在し、清水灣（クリアウォーターベイ）のショウ・ブラザーズの撮影所で126日間かけて特撮シーンを作り上げることになった。村瀬は原人の造形、破壊される建物のミニチュア制作、原人のアクション指導、火薬の仕掛けなど、多岐にわたって担当。入れ替わり担当する日本人スタッフのために食事まで支度し、仕事とプライベート両方の面倒を見ている。東宝のスタッフは過去に一緒に仕事をした仲間ばかりだったためやりやすかったという。
劇場パンフレットによると、「ビルのミニチュア一つに木工10、鉄工5、塗装工8、背景・看板工8、建て込み工20、計51人が平均4ヶ月働き、大小130のミニチュア製作だけに延べ2万6千520人を動員、1億円以上を費やす人海戦術を採っただけに、見事な出来栄えは『人件費の比較的安い土地で、初めて出来たこと。本格的な特撮は“キングコング”よりも面白い』と、早くも評判を呼んでいる」という。崩れる山には、本物の岩石が用いられた。川北は、本作品のスタジオは東宝のものより数倍大きく、日本では不可能なスケールでの撮影であったと述べている。
特技撮影の富岡素敬は、引退していたところを有川が頼み込んで参加するに至ったが歓待の料理で腹を壊し、その間に別のスタッフが撮影したが回復後に撮り直すこととなった。
村瀬によると、香港の美術スタッフは精巧なミニチュアを非常に手際よく作ってくれたという。村落の巨大な仏像などは、香港の左官屋が一晩で作ったもの。高速道路を走る車両のミニチュアは1/25スケールで製作された。『蛇王子』での繋がりから、村落の建物など、一部は日本のコスモプロダクションが造形した。
村瀬によると、東宝のスタッフが契約切れで帰国した後も撮り残しのカットが多数あり、編集作業も手つかずだった。このため、未撮影だった冒頭の暴風雨のシーンは、村瀬が特撮を監督。編集はチャイ・ランと村瀬が共同で行って完成させた。

## テレビ放送
1979年2月2日『ゴールデン洋画劇場』にて初放送
1981年1月9日『ゴールデン洋画劇場』にて放送分をDVDに収録

## DVD
2004年10月6日 発売（￥4,935）
メーカー：キングレコード株式会社  
映像特典
- DISC１：「ゴールデン洋画劇場」放映時の日本語吹き替え版、村瀬継蔵によるオーディオコメンタリー、オリジナル劇場予告編、ニュートレーラー、フィルムギャラリー（静止画）
- DISC２：メイキング・ドキュメンタリー「11人のサムライ かく戦えり！～メイキング・アゲインスト・ザ・ペキンマン」（60分）

ナレーション：杉田吉平
演出：吉田至次
監修：川北紘一
製作協力：ドリーム・プラネット・ジャパン